# Wedekindplatz (Hannover)

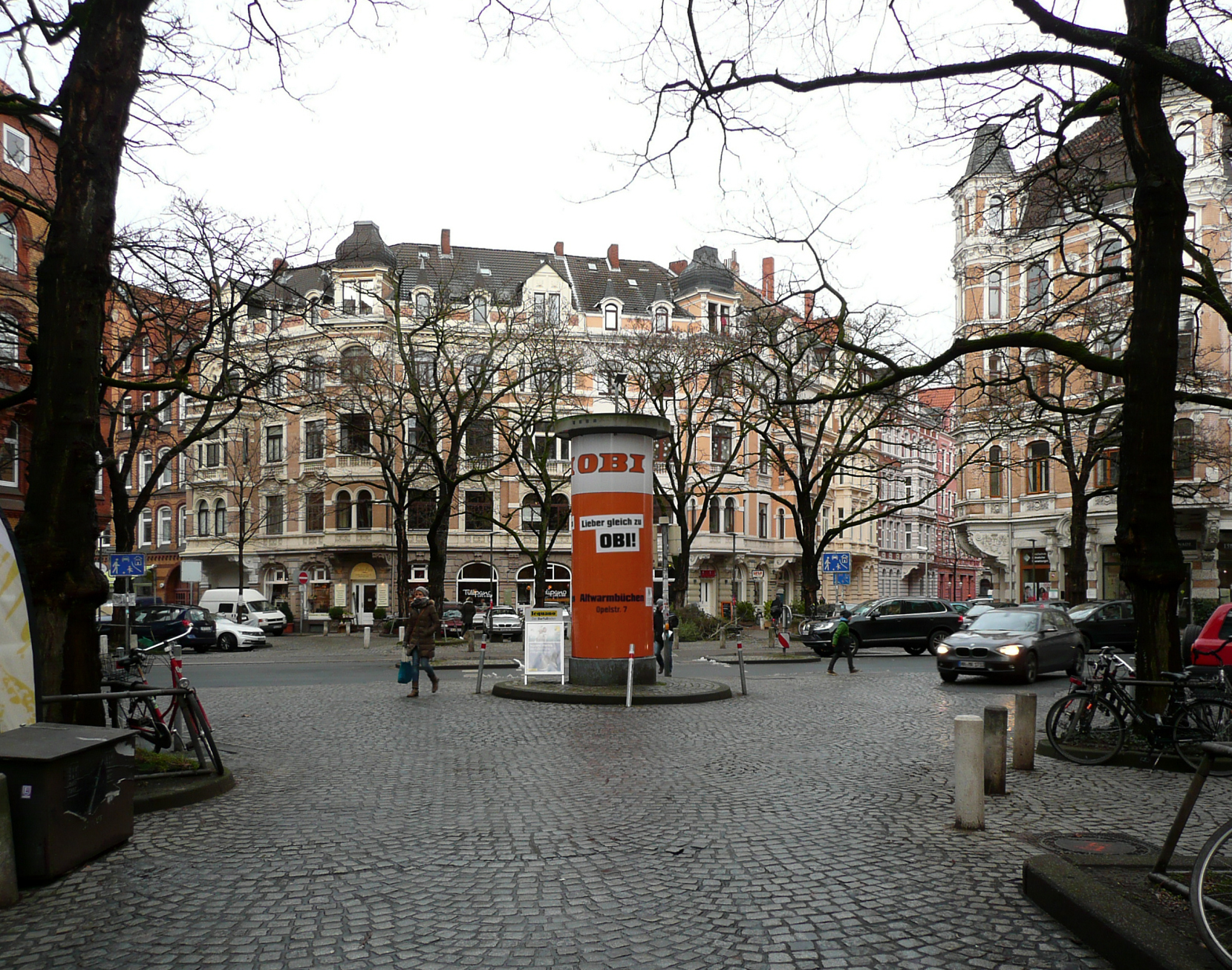
Wedekindplatz

Der Wedekindplatz (veːdɛkɪntplat͡s) in Hannover ist eine platzartige Erweiterung der bereits in der Gründerzeit des deutschen Kaiserreichs im 19. Jahrhundert angelegten Wedekindstraße und zugleich sternförmiger Ausgangs- und Endpunkt der Straßen Flüggestraße, Drostestraße und In der Steinriede. Der Platz liegt auf der Grenze der beiden Stadtteile List und Oststadt und bildet zugleich den beinahe zentralen Mittelpunkt eines denkmalgeschützten Bauwerksensembles. Das architektonische Kleinod wird im Volksmund auch „Klein-Paris“ genannt.

## Geschichte und Beschreibung

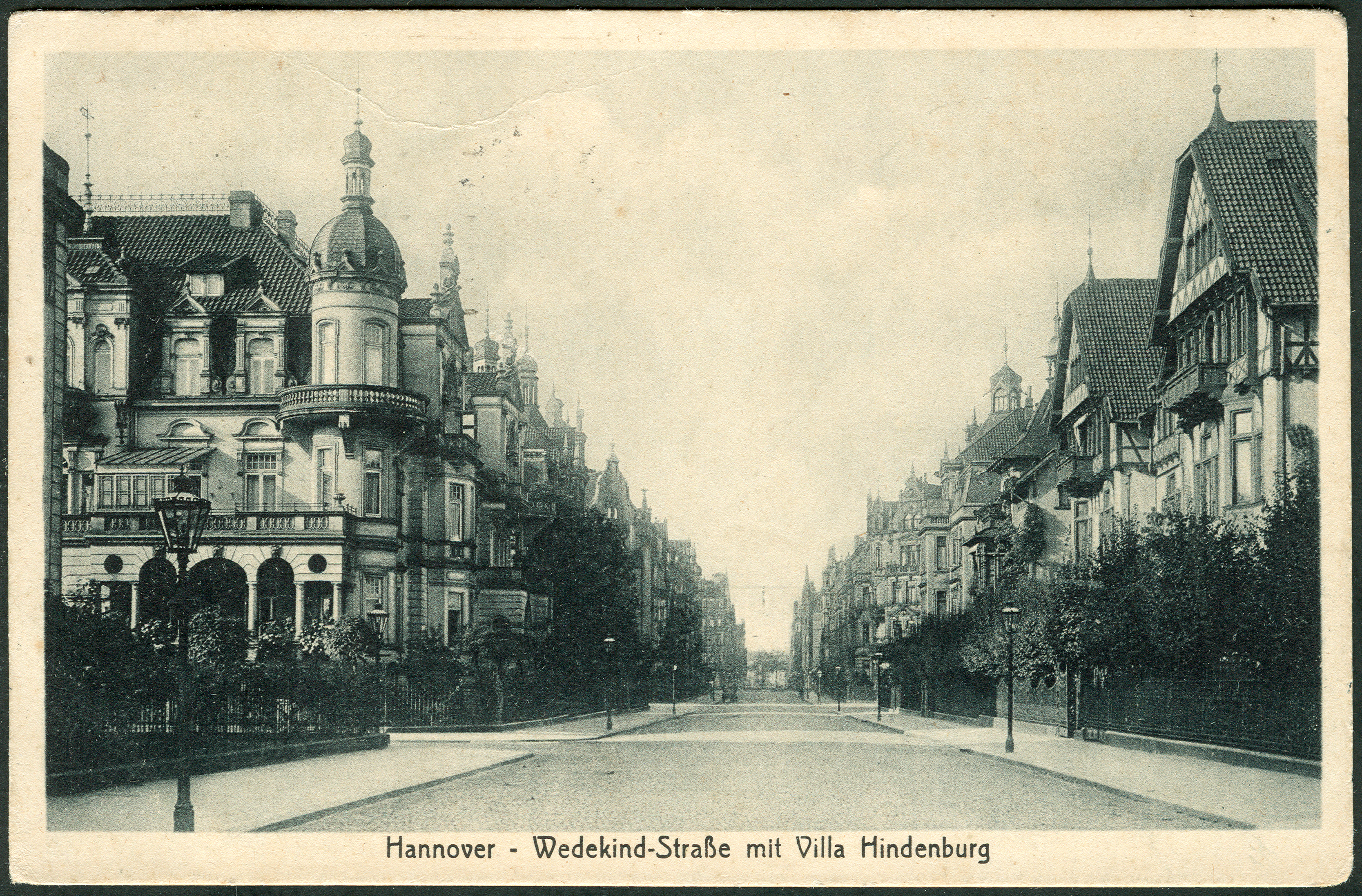
Blick von der Eilenriede durch die Wedekindstraße in Richtung Wedekindplatz, im Vordergrund links die seinerzeitige Villa Hindenburg; um 1900
Ansichtskarte Nummer 54961 von Stengel & Co.

Im Nachhinein blieb lange unklar, ob Wedekindstraße und Wedekindplatz ihren Namen angeblich nach der alteingesessenen hannoverschen Bürgerfamilie erhalten hatten, zu der beispielsweise der noch zur Zeit des Kurfürstentums Hannover geborene Pastor der Neustädter Hof- und Stadtkirche St. Johannis David Ludwig Christoph Wedekind (* 29. Mai 1784 in Kirchwehren; † 17. Februar 1840 in Marklohe) zählte. Der Stadtarchivar Helmut Zimmermann hielt hingegen den zur Zeit des Königreichs Hannover nahe der Residenzstadt arbeitenden Gartenkosaken Johann Heinrich Wedekind (* um den 21. Februar 1792 in Straußfurth ?; † 11. Oktober 1867 in Hannover) als Namensgeber für wahrscheinlicher, denn die Hannoverschen Geschichtsblätter hatten noch 1914 beschrieben, dass die Wedekindstraße „[...] über das frühere Grundstück Am Holzgraben 2 [führte], das von einem Gartenmann Wedekind in den 50er Jahren des vorigen Jahrhunderts gepachtet war, das Haus hieß auch nach dessen Tode im Volksmund noch Wedekinds Haus.“
Nachdem sich das Dorf List in den Jahren 1890 und 1891 gemeinsam mit den Dörfern Vahrenwald, Hainholz und Herrenhausen nach Hannover eingemeinden lassen hatte, konnte die Stadt die im Zuge der anhaltenden Industrialisierung dringend benötigten Bebauungsflächen für die expandierende Bevölkerung hinzugewinnen.
So ließ die Stadt Hannover dann ab dem Jahr 1892 zwischen der – heutigen – Lister Meile (der früheren Celler Heerstraße) und der als Boulevard geplanten Bödekerstraße ein Quartier errichten, als dessen ruhiger Mittelpunkt der Wedekindplatz gebildet werden sollte.
Die Wedekindstraße wurde ab 1894 anlegt, und am Wedekindplatz, der erst später, 1907, seine amtliche Bezeichnung erhielt, wurden repräsentative Geschäftshäuser und eine anspruchsvolle Wohnbebauung erbaut. Die Mehrheit der in diesem Bereich errichteten Gebäude entstanden als spekulative, viergeschossige Mietshäuser mit rückwärts ausgerichteten Flügeln bei hoher Grundstücksausnutzung. Häufig wurden auch im Dach weitere Wohnräume eingeplant, so dass die Dachzonen um den Wedekindplatz mit Zwerch- und Dachhäuschen belegt wurden, die Eckgebäude auch mit türmchenähnlichen Ausbauten.

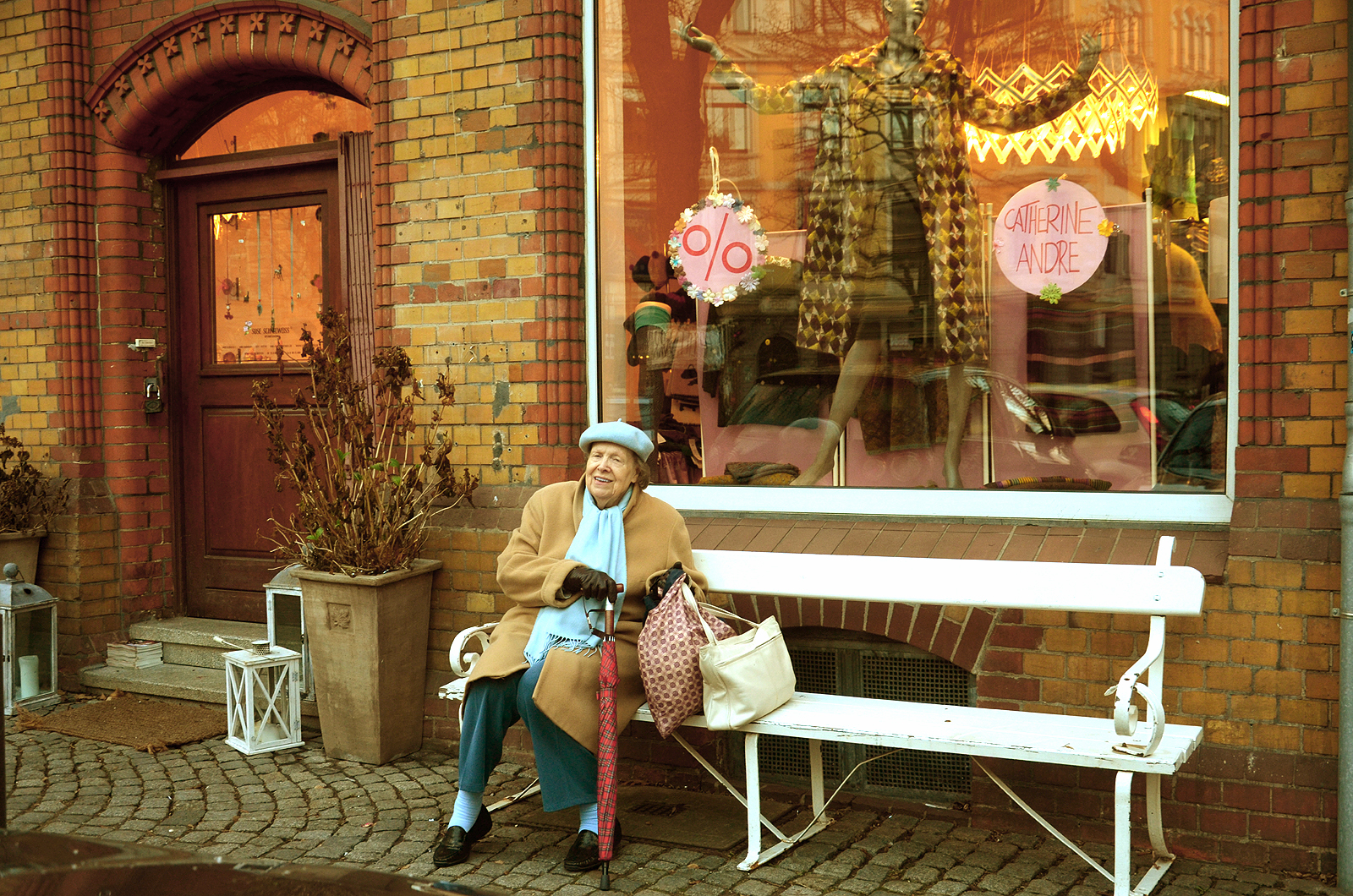
Hausfassade mit gelben Klinkern und roten Ziegel-Formsteinen am Wedekindplatz

Als Material für die Fassaden rund um den Platz fanden vornehmlich Verblendziegel Verwendung, dekoriert durch reich und plastisch durchgearbeiteten Stuck. Entsprechend der Entwicklung des späten Historismus mit Neorenaissance-, Neumanierismus, Neobarock und vereinzelt auch Neugotik wurden seltener auch reine Fronten aus Verblendziegeln wie in der Drostestraße 1, 4 und 6 erbaut. Während das Gebäude In der Steinriede 1 durch Ziegel gegliedert wurde, erhielt die Nummer 9 stattdessen eine Putzfassade. Elemente des Jugendstils in der Straße wurden bei den jüngeren Häusern Nummer 7 und 8 von 1904 ausgestaltet.
Insgesamt wurden die Baukörper in dem Quartier nicht zuletzt durch Erker und Risalite plastisch durchgebildet. Ihre Ausrichtung am Wedekindplatz, die einheitliche Gestaltung der Fassaden und ihre Proportionen mit den beiden bis in die Dachzone hochgezogenen, türmchenähnlichen Eckerker spiegeln bis heute das Rund des Platzes, der sich mit seiner überwiegend gut erhaltenen Bausubstanz und den ausstrahlenden Straßen als originale Straßenflucht des späten 19. Jahrhunderts präsentiert.
Durch die Verlängerung der Wedekindstraße bis zur damaligen Celler Straße im Jahr 1900 zog dann allerdings schon zu Anfang des 20. Jahrhunderts auch Durchgangsverkehr in den zunächst als ruhige Zone vorgesehenen Wedekindplatz, der erst 1907 seine heutige amtliche Bezeichnung erhielt.
Überregionale Beachtung fand das Gebäude Wedekindplatz 3 in den späten 1970er Jahren, nachdem der spätere Bundeskanzler Gerhard Schröder dort 1978 mit Hela-Rischmüller-Pörtner, Klaus-Dieter Kater und Dietrich Buschmann eine Rechtsanwalts-Sozietät gegründet hatte. Das Nachrichtenmagazin Der Spiegel berichtete 1988 von Geheimdienst-Operationen, nachdem Observationen durch den Verfassungsschutz vor dem Wedekindplatz 3 stattgefunden hatten, wo der damalige SPD-Oppositionsführer im Niedersächsischen Landtag seinerzeit noch immer seine Kanzlei betrieben hatte.

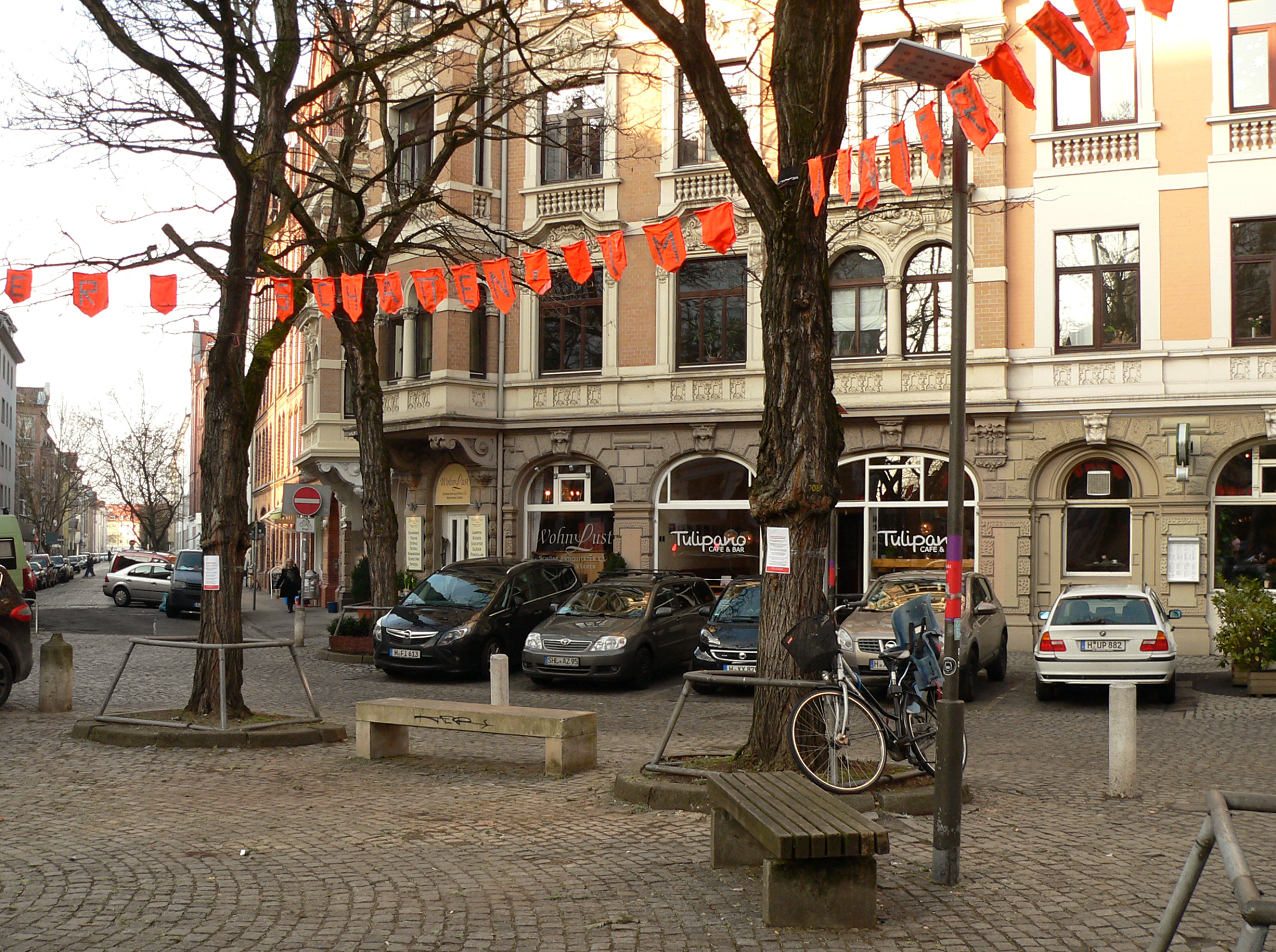
Spruchband von Anwohnern auf dem Platz gegen Baumfällungen

Der Platz war zugleich Standort eines der ersten bio-vegetarisch-veganen Café-Restaurants in der niedersächsischen Landeshauptstadt, das jedoch 2016 schloss.
Im Jahr 2011 beschloss der Bezirksrat Vahrenwald-List einen Umbau des Platzes, um ihn bis 2019 attraktiver und übersichtlicher zu gestalten. Gegen die Pläne, hochgewachsene alte Robinien im Zuge der Sanierung zu fällen, bildete sich aus Anwohnern die Interessengemeinschaft „Wedewipfel“. Sie hängte Anfang 2017 noch vor Sanierungsbeginn an den Bäumen das vom Lichtkünstler Franz Betz gestaltete Spruchband mit dem Reim „Im Sommer Schatten, im Winter Licht, unsere Wedewipfel weichen nicht!“ auf.